# فمینیسم در روابط بین‌الملل
فمینیسم اصطلاحی گسترده است که به آثار برخی از پژوهشگران که در پی وارد کردن مسائل و دغدغه‌های جنسیتی در مطالعات آکادمیک روابط بین‌الملل می‌باشند، گفته می‌شود.

## طبقه‌بندی
به طور کلی سه رویکرد فمینیستی در مطالعهٔ روابط بین‌الملل وجود دارد:
- فمینیسم تجربی که به زنان یا جنسیت به عنوان وجهی تجربی از روابط بین‌الملل می‌پردازد.
- فمینیسم تحلیلی که جنسیت را به عنوان یک دسته‌بندی نظری برای آشکار کردن سوگیری‌های جنسیتی در مفاهیم روابط بین‌الملل و در جهت توضیح جنبه‌های تعیین‌کننده‌ای از این رشته به کار می‌گیرد.
- و فمینیسم هنجاری که به فرایند نظریه‌پردازی به عنوان یک برنامهٔ هنجاری در راستای تغییر سیاسی و اجتماعی نگاه می‌کند.

## پی‌نوشت‌ها
1. ↑  Jacqui True (2010). "4: Political Economy".  In Laura J. Shepherd (ed.). Gender Matters in Global Politics: A Feminist Introduction to International Relations. New York and London: Routledge. p. 192-194.
2. ↑  «۹». Theories of International Relations (PDF). Palgrave MacMillan.